# Вук Костић
Вук Костић (Београд, 22. новембар 1979) српски је позоришни, телевизијски и филмски глумац.

## Биографија
Отац му је познат позоришни и филмски глумац 1970-их и 1980-их, Михајло Костић Пљака, а унук Нестора-Неге Костића, једног од оснивача и глумаца првог позоришта у Прокупљу, пре Другог светског рата. Старији му је брат професионални ронилац.
Одрастао је на Врачару. Глумачку каријеру започео је још као дечак играјући у неколико филмова и у телевизијској серији „Отворена врата”. Са 6 година играо је и у Атељеу 212 у комаду Душана Ковачевића „Свети Георгије убива аждаху“ у режији Љубомира Муција Драшкића, улога Ване сироче. Истовремено игра главну улогу у дечјем комаду Кристине Нестлингер „Конрад“ у режији Зорана Ратковића са Ољом Грашич. На телевизији снима драме „Врење“, „Дом Бергманових“ и бројне дечје образовне емисије и серије за децу: „Књига је да се чита“, „Језички забавник“, „Огледи из стила“, „Страшна Прича“, итд
Похађао је 11. Београдску Гимназију на Лекином Брду. После 3. разреда гимназије је започео студије, глуму на Факултету драмских уметности у Београду. Био је на класи са Ненадом Стојменовићем, Соњом Колачарић, Бојаном Стефановић, Аном Маљевић и Гораном Јевтићем. Дипломирао је јуна 2001. године представом „Мушица“ (Руцанте-а).
Пре завршетка студија на 3. години студија, Вук почиње снимање филма "Апсолутних 100" из 2001. године. Срдана Голубовића, којим храбри режисер - коме је то први филм и његов главни глумац коме је то такође први играни филм постижу изузетан успех у земљи и иностранству. Вук игра улогу омладинског шампиона у стрељаштву - Сашу Гордића. Пажњу на себе је скренуо овом улогом
По завршеним студијама Вук уписује постдипломске студије из историје филма.

## Награде
- Награда „Golden Alexander“, за најбољег глумца, за улогу у филму „Апсолутних сто“, на Међународном филмском фестивалу у Тесалоники (2001)
- Награда за најбољег глумца, за улогу у филму „Апсолутних сто“ на Међународном филмском фестивалу у Паризу (2002)
- Награда „Златна мимоза“, за најбољег глумца, за улогу у филму „Апсолутних сто“, на Југословенском филмском фестивалу у Херцег Новом (2002)
- Гран при „Наиса“ за најбоље остварење, за улогу у филму Апсолутних сто, на 37. Филмским сусретима у Нишу (2002)
- Прва награда за најбољег глумца, за улогу у филму „Апсолутних сто“, на Филмском фестивалу у Сопоту (2002)
- Стеријина награда за најбоље глумачко остварење, за улогу у представи „Велика драма“ (2002)
- Награда „Бора Станковић“ за улогу у представи „Јастучко“ (2004)
- Награда Београдског драмског позоришта за најбоље остварење, за улогу у представи „Villa Sachino“ (2004)
- Награда „Цезар“, Француске академије за улогу у филму „Живот је чудо“ (2005)

## Филмографија
| Год.       | Назив                              | Улога                     |
| ---------- | ---------------------------------- | ------------------------- |
| 1980-е     |                                    |                           |
| 1986.      | Смешне и друге приче (серија)      | Бранко као дете           |
| 1986.      | Врење (ТВ)                         |                           |
| 1986.      | Разговори стари                    |                           |
| 1987.      | Дом Бергманових                    | Ајакс                     |
| 1990-е     |                                    |                           |
| 1995.      | Отворена врата                     | Миличин пријатељ          |
| 2000-е     |                                    |                           |
| 2001.      | Муње!                              |                           |
| 2001.      | Апсолутних сто                     | Саша Гордић               |
| 2002.      | Мала ноћна музика                  | Спасоје                   |
| 2003.      | М(ј)ешовити брак                   | Бориша                    |
| 2004.      | Живот је чудо                      | Милош Ђурић               |
| 2005.      | Ствар срца                         | Алекса                    |
| 2006.      | Живот је чудо (ТВ серија)          | Милош Ђукић               |
| 2006.      | ИвоЕва                             | Иво                       |
| 2006.      | Синовци                            | Михајло Јапунџа           |
| 2007.      | Клопка                             | Ивковићев брат            |
| 2007.      | С. О. С. - Спасите наше душе       | Веселин                   |
| 2008.      | Љубав и други злочини              | Станислав                 |
| 2007–2009. | Улица липа                         | Ладни                     |
| 2008.      | Горки плодови                      | Мирко Гагулић „Гагула“    |
| 2009.      | Роде у магли                       | Шеширић (криминалац)      |
| 2010-е     |                                    |                           |
| 2010.      | Жена са сломљеним носем            | Стефан                    |
| 2010.      | Шишање                             | Навијач                   |
| 2011.      | Непријатељ                         | Чаки                      |
| 2011.      | Бели лавови                        | Амонијак                  |
| 2014.      | Бранио сам Младу Босну             | Вељко Чубриловић          |
| 2015.      | Отаџбина                           | Јован                     |
| 2015.      | Бранио сам Младу Босну (ТВ серија) | Вељко Чубриловић          |
| 2015       | Улица липа                         | Ладни                     |
| 2015.      | Игра у тами                        | Обрад                     |
| 2016−данас | Убице мог оца                      | Александар Јаковљевић     |
| 2017.      | Месо (ТВ серија)                   | Глава                     |
| 2020-е     |                                    |                           |
| 2020.      | Јужни ветар                        | Спарта                    |
| 2020.      | Мочвара (ТВ серија)                | Данијел Кинаковић "Кинез" |
| 2020.      | Дара из Јасеновца                  | Мирослав Филиповић        |
| 2021.      | Коридор 92                         | пуковник Триво Вујић      |
| 2021.      | Породица                           | Милорад Улемек Легија     |
| 2022.      | Вера                               | Радослав Ђурић            |
| 2023.      | Вера (серија)                      | Радослав Ђурић            |
| 2023.      | Дара из Јасеновца (мини-серија)    | Мирослав Филиповић        |
| 2023.      | Певачица (серија)                  | нумеролог Вања Исаковић   |
| 2024.      | Кожа (ТВ серија)                   | фудбалер                  |
| 2024.      | Сети ме се                         |                           |
| 2024.      | Круна (филм)                       |                           |

## Позоришне улоге
- „Велика драма“, Синиша Ковачевић (Народно позориште Београд)
- „Боинг-боинг", Марк Камолети (Звездара театар)
- „Трансилванија“, Драган Николић (Београдско драмско позориште)
- „Вишње у чоколади“, Анатолиј Маријенгоф (Звездара театар)
- „Јастучко“, Мартин Макдона (Београдско драмско позориште)
- „Villa Sachino“, Горан Марковић (Београдско драмско позориште)
- „Зечији насип“, Синиша Ковачевић (Народно позориште Београд)
- „Дамин гамбит“, (Славија театар)
- „Неодољиви љубавник Селимар“, Жорж Фејдо (Мало позориште Душко Радовић)
- „Српска драма“, Синиша Ковачевић (Мало позориште Душко Радовић)...